# Президентские выборы в США (1940)
Президентские выборы в США 1940 года проходили 5 ноября. Экономика США постепенно выходила из Великой депрессии на фоне начавшейся Второй мировой войны. Президент-демократ Франклин Рузвельт выставил свою кандидатуру в президенты в третий раз наперекор сложившейся со времён Джорджа Вашингтона традиции не более двух сроков на посту президента. Это само по себе было предметом жарких споров. Республиканская партия выдвинула малоизвестного юриста и «тёмную лошадку» Уэнделла Уилки, который раньше ни разу не занимал избираемые должности. Кампания Уилки сосредоточилась на критике Рузвельта в его неспособности закончить экономическую депрессию и стремление к войне. Рузвельт, зная о широком распространении изоляционистских настроений в Соединённых Штатах, обещал, что страна не будет участвовать в иностранных войнах, если его изберут президентом. Интенсивной кампанией Уилки смог частично восстановить утерянное влияние республиканцев на Среднем западе и в северо-восточных штатах. Однако Рузвельт пользовался широкой поддержкой профсоюзов и населения крупных городов. Его поддерживали этнические меньшинства и традиционно продемократические штаты Юга. В результате он легко переиграл своего малоопытного соперника. Это был единственный прецедент в истории Соединённых штатов Америки, когда бы одно и то же лицо занимало должность президента страны больше двух сроков (как подряд, так и с перерывом).
Во избежание того, чтобы прецедент Рузвельта был использован для установления в стране диктатуры, в 1951 году была принята 22-я поправка к Конституции США, которая законодательно ограничивает время пребывания в должности президента США двумя сроками.

## Выборы

### Демократическая партия
Всю зиму, весну и лето 1940 года многие спорили, нарушит ли Рузвельт давнюю традицию и баллотируется ли на беспрецедентный третий срок. Традиция двух сроков, хотя ещё не закреплённая в Конституции, была установлена Джорджем Вашингтоном, когда он отказался баллотироваться на третий срок в 1796 году; другие бывшие президенты, такие как Улисс Грант в 1880 году и Теодор Рузвельт в 1912 году, предприняли серьёзные попытки баллотироваться на третий срок, но первый не был выдвинут, в то время как второй был вынужден баллотироваться от третьей партии и проиграл Вудро Вильсону из-за раскола в голосовании республиканцев. Президент Рузвельт отказался дать окончательное заявление о своей готовности снова стать кандидатом, и он даже указал некоторым амбициозным демократам, таким, как генеральный почтмейстер Джеймс Фарли, что не будет баллотироваться на третий срок и что они могут добиваться выдвижения от Демократической партии. Однако, когда нацистская Германия захватила Западную Европу и угрожала Великобритании летом 1940 года, Рузвельт решил, что только у него есть необходимый опыт и навыки, чтобы безопасно провести нацию через нацистскую угрозу. Ему помогали политические боссы партии, опасавшиеся, что ни один демократ, кроме Рузвельта, не сможет победить популярного Уилки.
Демократический национальный съезд проходил в Чикаго с 15 по 18 июля. Рузвельт легко победил Фарли и Джона  Гарнера, его вице-президента. Гарнер был консерватором из Техаса, который во время своего второго срока выступил против Рузвельта из-за его левой экономической и социальной политики. В результате Рузвельт решил выбрать нового напарника, Генри Уоллеса из Айовы, своего министра сельского хозяйства. Этому выбору категорически противостояли многие консерваторы партии, которые считали Уоллеса слишком радикальным и «эксцентричным» в своей личной жизни, чтобы быть эффективным вице-президентом (он исповедовал духовные верования Нью-Эйдж и часто консультировался с Николаем Рерихом). Но Рузвельт настаивал на том, что без Уоллеса он откажется от выдвижения, и когда первая леди Элеонора Рузвельт приехала в Чикаго, чтобы выступить за Уоллеса, он был выдвинут с 626 голосами против 329 за спикера Палаты представителей Уильяма Брокмена Бэнкхеда из Алабамы.

### Республиканская партия
Республиканская партия была разделена между изоляционистами, к которым относились все главные кандидаты — Роберт Тафт, Томас Дьюи и Артур Ванденберг, и интервенционистами.
Роберт Тафт, сенатор из Огайо, возглавлял консервативное крыло партии. Он имел поддержку на Среднем Западе и юге США. Томас Дьюи, окружной прокурор из Нью-Йорка, был известен как борец с мафией и победил на большинстве праймериз. Артур Ванденберг, сенатор из Мичигана и бывший президент Герберт Гувер рассматривались как возможные компромиссы кандидаты.
Уэнделл Уилки, предприниматель из Индианы и бывший демократ, считался маловероятным кандидатом. Но после вторжения Германии в Западную Европу в мае 1940 года его поддержка начала расти, так как он высказывался в пользу поддержки Великобритании.
Республиканский национальный съезд проходил в Филадельфии с 24 по 28 июня. Изначально лидировать Дьюи, но Уилки был выдвинут на шестом голосовании. Он нарушил традицию, лично появившись на съезде. Чарльз Макнари, сенатор из Орегона, был выдвинут в вице-президенты.

### Кампания
Уилки выступал против попытки Рузвельта нарушить сложившуюся традицию не более двух президентских сроков с лозунгом: «Если один человек — незаменим, то никто из нас не свободен». Даже определённая часть демократов была настроена против третьего срока Рузвельта, на чьи, в частности, голоса надеялся Уилки. Кроме этого, Уилки критиковал рузвельтовские программы социальной поддержки в рамках Нового курса, которые, как считал Уилки, проводятся некомпетентно и неэкономно. Он обещал, что, став президентом, сохранит их, но сделает более эффективными. Однако, большинство американцев всё ещё были против «Большого бизнеса», который они обвиняли в наступлении Великой депрессии, а Уилки многие и особенно рабочие связывали с крупным бизнесом. Зная о сильных анти-республиканских настроениях в крупных городах, Уилки тем не менее бесстрашно посещал крупные промышленные центры, где его нередко забрасывали гнилыми фруктами и прочими малоприятными предметами.
Кроме этого, Уилки попытался было критиковать Рузвельта за неготовность к войне. Однако, Рузвельт, предполагая возможность этого вопроса, заранее увеличил ассигнования на военные нужды. Тогда Уилки перевернул проблему «с ног на голову» и начал обвинять Рузвельта в обратном: будто тот тайно планирует ввергнуть страну в войну. Это обвинение привело к некоторому снижению поддержки Рузвельта, и тогда он поклялся, что «не пошлёт американских парней ни в какую иностранную войну», о чём позже сожалел.

### Результаты
| Кандидат            | Партия                  | Избиратели | Избиратели | Выборщики |
| Кандидат            | Партия                  | Количество | %          | Выборщики |
| ------------------- | ----------------------- | ---------- | ---------- | --------- |
| Франклин Рузвельт   | Демократическая партия  | 27 313 945 | 54,7 %     | 449       |
| Уэнделл Льюис Уилки | Республиканская партия  | 22 347 744 | 44,8 %     | 82        |
| Норман Томас        | Социалистическая партия | 116 599    | 0,2 %      | 0         |
| Эрл Браудер         | Коммунистическая партия | 57 903     | 0,1 %      | 0         |
| другие              | -                       | 65 922     | 0,1 %      | 0         |
| Всего               | Всего                   | 49 902 113 | 100 %      | 531       |

На выборах Уилки действительно выступил лучше, чем предыдущий республиканский претендент Альфред Лэндон. Он набрал на 6 миллионов больше, чем Лэндон и получил 57 % голосов в сельских регионах, победив в аграрных штатах Среднего запада. Однако, Рузвельт уверенно победил, получив 449 голосов выборщиков против всего 82 голосов у Уилки. Более того, Рузвельт одержал победу во всех американских городах с населением более 400 000, кроме Цинциннати.
Уилки и его кандидат в вице-президенты Чарльз Макнери оба умерли в 1944 году (25 февраля — Макнери, 8 октября — Уилки). Это был единственный случай в истории США, когда шедшие на выборах вместе кандидаты в президенты и вице-президенты умерли во время срока, на который они баллотировались. Если бы они победили в 1940 г., то по действовавшим тогда законам государственный секретарь США исполнял бы обязанности президента с октября 1944 г. по январь 1945 г.